# Насонов, Евгений Львович
Евгений Львович Насо́нов (4 сентября 1948) — российский ревматолог, доктор медицинских наук (1986), профессор (1991), академик РАМН (2007), научный руководитель НИИ ревматологии имени В. А. Насоновой» (с 2018), заведующий кафедрой ревматологии Первого МГМУ им. И. М. Сеченова (с 1991).
Е. Л. Насонов — главный редактор журнала «Научно-практическая ревматология», член редакционной коллегии журналов «Вестник РАМН», «Терапевтический архив» и «Клиническая медицина».

## Биография
Родился 4 сентября 1948 года в г. Днепропетровске. Отец — Насонов Лев Степанович (1900—1987). Мать — Насонова Валентина Александровна (1923—2011), академик РАМН, доктор медицинских наук, профессор, главный ревматолог Минздрава России. Супруга — Насонова Светлана Валентиновна (род. 1954), кандидат медицинских наук. Дочь — Насонова Анастасия Евгеньевна (рожд. 1978).
В 1972 году окончил лечебный факультет 1-го Московского ордена Ленина и ордена Трудового Красного Знамени медицинского института им. И. М. Сеченова.
В 1977 году защитил кандидатскую диссертацию на тему «Нарушение гуморального иммунитета при хронических прогрессирующих заболеваниях печени» (научный руководитель — член-корреспондент АМН СССР З. А. Бондарь). После защиты кандидатской диссертации работал в ЦНИЛ 4-го Главного управления Минздрава СССР младшим, с 1979 года старшим научным сотрудником. С 1986 по 2000 год — руководителем лаборатории клинической иммунологии Института клинической кардиологии им. А. Л. Мясникова АМН СССР Всесоюзного кардиологического научного центра АМН СССР.
В 1986 году защитил докторскую диссертацию на тему «Циркулирующие иммунные комплексы при заболеваниях внутренних органов». В 1991 году утвержден в ученом звании профессора по специальности «терапия». С 1991 г. по настоящее время на общественных началах заведует кафедрой ревматологии ФППО Московской медицинской академии им. И. М. Сеченова.
В 2000 году избран членом-корреспондентом РАМН по специальности «ревматология».
С 2001 по 2018 год — директор, с 2018 года — научный руководитель Федерального государственного бюджетного научного учреждения «Научно-исследовательский институт ревматологии имени В. А. Насоновой».
В 2007 году избран действительным членом РАМН по специальности «ревматология».
В 2009 году присвоено почетное звание «заслуженный деятель науки Российской Федерации».
Председатель специализированного диссертационного совета по специальности «ревматология», председатель Научного совета РАН и Минздрава России по ревматологии, заместитель председателя Формулярного комитета Минздрава России, президент Ассоциации ревматологов России, член правления Московского городского научного общества терапевтов, член Американской коллегии ревматологов.

## Научная деятельность
Основные направления научных исследований — иммунопатология ревматических болезней, заболеваний миокарда и атеросклероза, разработка новых методов иммунологической диагностики и подходов к лечению воспалительных заболеваний человека.
Е. Л. Насоновым проведен ряд комплексных работ, позволивших получить новые сведения о характере нарушений иммунитета при воспалительных ревматических заболеваниях, что способствовало формированию современных научных представлений об иммуновоспалительной природе этих болезней.
Особое внимание уделяет изучению иммунных механизмов тромбообразования, роли иммунопатологических процессов в развитии и прогрессировании ревматоидного артрита, системной красной волчанки, системных васкулитов и воспалительных миопатий. Является координатором (от России) нескольких крупных международных исследований (I—III фазы), посвященных оценке эффективности новых противовоспалительных препаратов.
Терапевт широкого профиля. Проводит большую лечебную и консультативную работу, связанную, в частности, с диагностикой иммунных нарушений при заболеваниях сердечно-сосудистой системы и ревматических болезнях.
Эффективно разрабатываются принципиально новые научные направления, касающиеся современных подходов к ранней диагностике и противовоспалительной терапии ревматических болезней, профилактики и лечения остеопороза, роли иммунных нарушений в развитии кардиоваскулярной патологии на модели воспалительных ревматических заболеваний.
В последние годы принял активное участие в разработке и руководит несколькими национальными программами, поддержанными Президиумом РМН. Целью этих комплексных исследований является разработка клинических, иммунологических и инструментальных методов ранней диагностики и активной фармакотерапии ревматических заболеваний, подходов к снижению риска развития сопутствующих заболеваний (кардиоваскулярная патология, остеопороз, инфекционные осложнения), направленных на снижение нетрудоспособности и летальности при данных заболеваниях.
Под руководством и при консультации Е. Л. Насонова защищены 8 докторских и 36 кандидатских диссертаций.
Автор и соавтор более 500 печатных работ, в том числе монографий:
- Васкулопатия при антифосфолипидном синдроме (1995)
- Фармакотерапия ревматических заболеваний (1996)
- Ревматологические проблемы остеопороза (1997)
- Васкулиты и васкулопатии (1998)
- Нестероидные противовоспалительные препараты. Перспективы применения в медицине (1999)
- Рациональная фармакотерапия ревматических болезней (2003)
- Антифосфолипидный синдром (2004).

Автор справочного пособия «Клиника и иммунопатология ревматических болезней» (1995), учебного пособия «Ревматология в вопросах и ответах» (1994), 12 глав в монографиях, том числе в руководстве «Ревматические болезни» (1997), главы «Ревматические болезни» в учебнике по внутренним болезням для студентов медицинских вузов, более 30 научных статей, опубликованных в зарубежных журналах.
С 2009 г. академик Е. Л. Насонов возглавляет журнал «Научно-практическая ревматология».
Член редколлегии журнала «Клиническая медицина» и ряда других медицинских журналов.

## Награды
- Орден Пирогова (5 февраля 2024 года) — за большой вклад в развитие отечественной науки, многолетнюю плодотворную деятельность и в связи с 300-летием со дня основания Российской академии наук[8]

## Основные работы

### Книги
- Ревматология / гл. ред. акад. Е. Л. Насонов. — М.: Гэотар-Медиа, 2010. — 752 с. — (Клинические рекомендации). — 3000 экз. — ISBN 978-5-9704-1374-6.
- Анти-В-клеточная терапия в ревматологии: фокус на ритуксимаб / гл. ред. акад. Е. Л. Насонов. — М.: ИМА-пресс, 2012. — 344 с. — 2030 экз. — ISBN 978-5-904356-13-2.
- Генно-инженерные биологические препараты в лечении ревматоидного артрита / гл. ред. акад. Е. Л. Насонов. — М.: ИМА-пресс, 2013. — 552 с. — 2000 экз. — ISBN 978-5-904356-20-0.
- Насонов Е. Л. Антифосфолипидный синдром. — М.: Литтерра, 2004. — 434 с. — ISBN 5-98216-010-5.